# My Name Is Khan
Pour plus de détails, voir Fiche technique et Distribution.
My Name Is Khan est un film dramatique, réalisé par Karan Johar, sorti en 2010, co-produit aux  Émirats arabes unis, aux États-unis et à Hong Kong.
Il relate la vie aux États-Unis d'un Indien musulman immigré qui, après les attentats du 11 septembre 2001, affronte l'islamophobie publique,. En France, 42 166 spectateurs ont vu le film en salles.

## Synopsis
Rizwan Khan est un petit garçon musulman qui grandit à Borivali, dans la banlieue de Mumbai (Inde), entouré de l'affection de sa mère. Celle-ci, malgré son comportement déroutant, lui inculque les valeurs de tolérance, d'amour et de justice. Adulte, Rizwan rejoint son frère émigré aux États-Unis où sa belle-sœur lui diagnostique un syndrome d'Asperger (l'un des segments du trouble du spectre de l'autisme). Alors qu'il travaille pour l'entreprise familiale, Rizwan fait la connaissance et tombe amoureux de Mandira, Indienne et hindoue. Malgré la différence de religion, ils se marient et vivent heureux avec le fils que Mandira a eu d'un précédent mariage. Mais après le 11 septembre les choses changent, la famille est en butte à l'ostracisme anti-musulman. Le fils de Mandira est battu à mort. Accablée de douleur, Mandira rejette son mari qu'elle rend responsable du drame qui les frappe. Pour reconquérir la femme qu'il aime, Rizwan entreprend un long périple afin de rencontrer le président des États-Unis pour lui dire et faire savoir à tous que "Mon nom est Khan et je ne suis pas un terroriste".

## Fiche technique
Sauf indication contraire, les informations mentionnées dans cette section peuvent être confirmées par la base de données cinématographiques IMDb,  présente dans la section « Liens externes ».
- Titre : My Name is Khan
- Titre original : My name is Khan
- Réalisation : Karan Johar
- Scénario : Shibani Bathija
- Direction artistique : Jp Gutierrez, Mohammed Kasim, Mansi Dhruv Mehta
- Décors : Sharmishta Roy
- Costumes : Sachin Bhoir, Aziz Dhamser, Ravindra Patil
- Son : Dileep Subramanian
- Photographie : Ravi K. Chandran
- Montage : Deepa Bhatia
- Musique : Shankar-Ehsaan-Loy
- Production : Gauri Khan, Hiroo Johar
- Sociétés de production : Fox Searchlight Pictures, Imagenation Abu Dhabi FZ, 20th Century Fox, Dune Entertainment
- Sociétés de distribution : Fox Searchlight Pictures, 20th Century Fox, Imagenation Abu Dhabi FZ, Dune Entertainment
- Budget de production : 12 000 000 $
- Pays de production :  Émirats arabes unis,  États-Unis,  Hong Kong
- Langues : anglais, Hong Kong
- Format : Couleurs - 2.35 : 1 - 35 mm Son DTS Dolby Digital SDDS
- Genre : Aventure, drame et romance
- Durée : 165 minutes (2 h 40)
- Dates de sortie en salles : 
  - États-Unis : 12 février 2010
  - France : 21 mai 2010

## Distribution
- Shahrukh Khan (V.F : Xavier Fagnon -V.Q. : Martin Watier) : Rizwan Khan
- Kajol (V.F : Françoise Cadol - V.Q. : Ariane-Li Simard-Côté) : Mandira Rathore Khan
- Jimmy Shergill (V.F. : Mathieu Buscatto ; V.Q. : Éric Bruneau) : Zakir Khan
- Arjan Aujla (V. F : Alexandre Nguyen - V.Q. : Damien Muller) : Sameer "Sam" Khan
- Yuvaan Makaar	: Sameer, jeune
- Zarina Wahab (V.Q. : Élise Bertrand) : Razia Khan, la mère de Rizwan
- Pallavi Sharda : Sajida
- Sonya Jehan (V.Q. : Magalie Lépine-Blondeau) : Haseena Khan
- Parvin Dabas (V.Q. : Tristan Harvey) : Bobby Ahuja
- Arjun Mathur (V.Q. : Patrice Dubois) : Raj Burman
- Sugandha Garg : Komal
- Sheetal Menon : Radha
- Christopher B. Duncan : Barack Obama
- Brent Mendenhall : George W. Bush
- Shane Harper : Tim Tompson
- Kenton Duty (V.Q. : Alexandre Cabana) : Reese Garrick
- Dominic Renda : Mark Garrick
- Katie Amanda Keane (V.F. : Marie Nonnenmacher) : Sarah Garrick
- Arif Zakaria (V.F. : Jean-François Lescurat) : Dr Faisal Rahman
- Vinay Pathak : Jitesh
- Benny Nieves (V.F. : Éric Peter) : Détective Miguel Garcia
- Navneet Nishan : Rita Singh
- Kevin Oestenstad : Officier John Marshall
- Michele Marsh : Mme Tracy Brennen
- Tanay Chheda (V.Q. : Samuel Jacques) : Rizwan, jeune
- Jennifer Echols (V.Q. : Chantal Baril) : Mama Jenny

## Autour du film[6]

### Anecdotes
- My Name Is Khan est le premier film bollywoodien sans aucune chorégraphie ou autre mise en scène musicale.

### Controverses
Le film dut faire face aux violences d'un parti d’extrême droite hindouiste local, le Shiv Sena, qui s’opposait à sa sortie,.

### Critiques
En regard du box-office, My Name Is Khan a reçu des critiques positives. Il obtient une popularité de 82 % sur Rotten Tomatoes, sur la base de 22 critiques collectées. Sur Metacritic, il obtient une note moyenne de 50/100, sur la base de 7 critiques collectées, ce qui lui permet d'obtenir le label « Critiques mitigées ou moyennes » et est évalué à 3,4/5 pour 17 critiques de presse sur Allociné.

« Une histoire d'amour drôle et émouvante façon Bollywood, mais Karan Johar manque un peu de finesse et de subtilité pour délivrer son estimable message de paix et de tolérance (...). »

— Barbara Théate, Le Journal du Dimanche, 22 mai 2010.

« Ce délicieux mélo se déguste comme un loukoum, plaisir coupable et délectable. Et si son côté kitsch rappelle ses racines bollywoodiennes – malgré l'absence totale de numéros musicaux –, sa veine humaniste nous fait vibrer. »

— Caroline Vié, 20 minutes, 26 mai 2010.

« Si dans ce Forrest Gump à l'indienne, le message de tolérance du réalisateur est honorable, l'étalage de bons sentiments finit par peser très lourdement. »

— Emmanuèle Frois, Le Figaro, 26 mai 2010.

## Bande originale
Albums de Shankar-Ehsaan-Loy
London Dreams
(2010) Karthik Calling Karthik
(2010)
La bande originale du film est composée par Shankar-Ehsaan-Loy, à l'exception de Khan Theme, un morceau instrumental dû à Indrajit Sharma. Elle contient six chansons. Les paroles sont écrites par Niranjan Iyengar pour Sajda et Allah Hi Rahem et Javed Akhtar étant l'auteur des trois autres chansons bien qu'il ait préféré ne pas être crédité pour ne pas faire ombrage à Iyengar, auteur moins célèbre.
Le compositeur intègre plusieurs styles musicaux indiens classiques dont l'hindoustanie et le soufi pour créer la bande originale.
| 1.    | Sajda             | Rahat Fateh, Shankar Mahadevan, Richa Sharma  | 6:05 |
| 2.    | Noor-E-Khuda      | Adnan Sami, Shankar Mahadevan, Shreya Ghoshal | 6:37 |
| 3.    | Tere Naina        | Shafqat Amamnat Ali                           | 4:38 |
| 4.    | Allah Hi Rahem    | Rashid Khan                                   | 4:01 |
| 5.    | Khan Theme        | Strings                                       | 2:43 |
| 6.    | Rang De           | Shankar Mahadevan, Suraj Jagan                | 3:45 |
| 7.    | We Shall Overcome |                                               |      |
| 27:00 |                   |                                               |      |

## Distinctions
| Année | Distinction                                     | Catégorie                              | Nom                                               | Résultat   |
| ----- | ----------------------------------------------- | -------------------------------------- | ------------------------------------------------- | ---------- |
| 2011  | Apsara Film & Television Producers Guild Awards | Meilleur réalisateur                   | Karan Johar                                       | Lauréat    |
| 2011  | Apsara Film & Television Producers Guild Awards | Meilleur acteur                        | Shahrukh Khan                                     | Lauréat    |
| 2011  | Apsara Film & Television Producers Guild Awards | Meilleur acteur dans un premier rôle   | Shahrukh Khan                                     | Nomination |
| 2011  | Apsara Film & Television Producers Guild Awards | Meilleure actrice dans un premier rôle | Kajol                                             | Nomination |
| 2011  | Apsara Film & Television Producers Guild Awards | Meilleur scénario                      | Shibani Bathija                                   | Nomination |
| 2011  | Apsara Film & Television Producers Guild Awards | Meilleur parolier                      | Niranjan Iyengar (pour Tere Naina)                | Nomination |
| 2011  | Apsara Film & Television Producers Guild Awards | Meilleure musique                      | Shankar-Ehsaan-Loy                                | Nomination |
| 2011  | Apsara Film & Television Producers Guild Awards | Meilleur chanteur                      | Shafqat Amaanat Ali Khan (pour Tere Naina)        | Nomination |
| 2011  | Apsara Film & Television Producers Guild Awards | Meilleure chanteuse                    | Richa Sharma (pour Sajda)                         | Nomination |
| 2011  | Big Star Entertainment Awards                   | Meilleur film                          | Dharma Productions                                | Lauréat    |
| 2011  | Big Star Entertainment Awards                   | Meilleure musique                      | Shankar-Ehsaan-Loy                                | Lauréat    |
| 2011  | Filmfare Awards                                 | Meilleur réalisateur                   | Karan Johar                                       | Lauréat    |
| 2011  | Filmfare Awards                                 | Meilleur acteur                        | Shahrukh Khan                                     | Lauréat    |
| 2011  | Filmfare Awards                                 | Meilleure actrice                      | Kajol                                             | Lauréat    |
| 2011  | Filmfare Awards                                 | Meilleur film                          | My Name Is Khan                                   | Nomination |
| 2011  | Filmfare Awards                                 | Meilleure direction musicale           | Shankar-Ehsaan-Loy                                | Nomination |
| 2011  | Filmfare Awards                                 | Meilleur parolier                      | Niranjan Iyengar (pour Sajda)                     | Nomination |
| 2011  | Filmfare Awards                                 | Meilleur parolier                      | Niranjan Iyengar (pour Noor-e-Khuda)              | Nomination |
| 2011  | Filmfare Awards                                 | Meilleur chanteur de play-back         | Adnan Sami, Shankar Mahadevan (pour Noor-e-Khuda) | Nomination |
| 2011  | Filmfare Awards                                 | Meilleur chanteur de play-back         | Rahat Fateh Ali Khan (pour Sajda)                 | Nomination |
| 2011  | Filmfare Awards                                 | Meilleure chanteuse de play-back       | Shreya Ghoshal (pour Noor-e-Khuda)                | Nomination |
| 2011  | IIFA Awards                                     | Meilleur réalisateur                   | Karan Johar                                       | Lauréat    |
| 2011  | IIFA Awards                                     | Meilleur acteur                        | Shahrukh Khan                                     | Lauréat    |
| 2011  | IIFA Awards                                     | Meilleur parolier                      | Niranjan Iyengar (pour Sajda)                     | Lauréat    |
| 2011  | IIFA Awards                                     | Meilleure musique d'accompagnent       | Shankar-Ehsaan-Loy                                | Lauréat    |
| 2011  | IIFA Awards                                     | Meilleur scénario                      | Shibani Bhattija                                  | Lauréat    |
| 2011  | IIFA Awards                                     | Meilleur réalisateur                   | Karan Johar                                       | Nomination |
| 2011  | IIFA Awards                                     | Meilleure direction musicale           | Shankar Ehsaan Loy                                | Nomination |
| 2011  | IIFA Awards                                     | Meilleure direction artistique         | Jp Gutierrez, Mohammed Kasim, Mansi Dhruv Mehta   | Nomination |
| 2011  | IIFA Awards                                     | Meilleure photographie                 | Ravi K. Chandran                                  | Nomination |
| 2011  | IIFA Awards                                     | Meilleur montage                       | Deepa Bhatia                                      | Nomination |
| 2011  | IIFA Awards                                     | Meilleur scénario                      | Shibani Bhattija                                  | Nomination |
| 2011  | Star Screen Awards                              | Meilleur acteur                        | Shahrukh Khan                                     | Lauréat    |
| 2011  | Star Screen Awards                              | Meilleur direction musicale            | Shankar-Ehsaan-Loy                                | Lauréat    |
| 2011  | Star Screen Awards                              | Meilleur acteur                        | Shahrukh Khan                                     | Nomination |
| 2011  | Star Screen Awards                              | Meilleure actrice                      | Kajol                                             | Nomination |
| 2011  | Star Screen Awards                              | Meilleur chanteur de play-back         | Rahat Fateh Ali Khan (pour Sajda)                 | Nomination |
| 2011  | Star Screen Awards                              | Meilleur chanteur de play-back         | Shankar Mahadevan (pour Noor-e-Kurda)             | Nomination |
| 2011  | Star Screen Awards                              | Meilleur chanteur de play-back         | Shafqat Ali (pour Tere Naina)                     | Nomination |
| 2011  | Star Screen Awards                              | Meilleur parolier                      | Niranjan Iyengar (pour Noor-e-Kurda)              | Nomination |
| 2011  | Star Screen Awards                              | Meilleur chanteur de play-back         | Niranjan Iyengar (pour Sadja)                     | Nomination |
| 2011  | Star Screen Awards                              | Meilleur scénario                      | Shibani Bhatija                                   | Nomination |
| 2011  | Star Screen Awards                              | Meilleur acteur enfant                 | Tanay Cheeda                                      | Nomination |
| 2011  | The Global Indian Film And Television Honors    | Meilleur acteur                        | Shahrukh Khan                                     | Lauréat    |
| 2011  | The Global Indian Film And Television Honors    | Meilleure actrice dans un second rôle  | Zarina Wahab                                      | Lauréat    |
| 2011  | Zee Cine Awards                                 | Meilleur acteur                        | Shahrukh Khan                                     | Lauréat    |
| 2011  | Zee Cine Awards                                 | Meilleur réalisateur                   | Karan Johar                                       | Lauréat    |
| 2011  | Zee Cine Awards                                 | Meilleure chanteuse de play-back       | Richa Sharma (pour Sajda)                         | Lauréat    |
| 2011  | Zee Cine Awards                                 | Meilleure histoire                     | Karan Johar, Shibani Bhatija                      | Lauréat    |
| 2011  | Zee Cine Awards                                 | Meilleure conception sonore            | Dileep Subramaniam                                | Lauréat    |
| 2011  | Zee Cine Awards                                 | Meilleur film                          | Karan Johar                                       | Nomination |
| 2011  | Zee Cine Awards                                 | Meilleure actrice                      | Kajol                                             | Nomination |
| 2011  | Zee Cine Awards                                 | Chanson de l'année                     | Richa Sharma (pour Sajda)                         | Nomination |